# Imdadkhani Gharana
La Imdadkhani Gharana è una scuola indiana di sitar e surbahar, che trae le sue origini dall'antica tradizione Gwalior Gharana. Fu fondata da Ustad Imdad Khan (1848–1920), ed è anche nota come Etawah Gharana, dal nome di una città nei pressi di Agra dove visse Imdad. Molti discendenti diretti di Imdad Khan continuano la tradizione ai giorni d'oggi (vedi Famiglia Khan).

## Esponenti della Gharana
- Sarojan Singh
- Turab Khan
- Sahabdad Khan
- Imdad Khan
- Enayat Khan
- Wahid Khan
- Hafeez Khan
- Aziz Khan
- Vilayat Khan
- Imrat Khan
- Rais Khan
- Shahid Parvez Khan
- Budhaditya Mukherjee
- Shujaat Husain Khan
- Nishat Khan
- Irshad Khan

## Altri esponenti di rilievo
- Amiya Kanti Bhattacharya
- Birendra Kishore Roy Choudhury
- Bimalendu Mukherjee
- Kashinath Mukherjee
- Arvind Parikh
- Kalyani Roy
- Vinayak Chittar
- Wajahat Khan (Sarod)
- Shafaatullah Khan
- Hidayat Khan

## Altri rappresentanti
- Anupama Bhagwat
- Kamala Shankar
- Rajeev Janardan
- Ramprapanna Bhattacharya
- Brigitte Menon
- Abhik Mukherjee

## Artisti che studiano o sono influenzati dalla Gharana
- Arnab Chakrabarty (Sarod)